# Copa Paulista
La Copa Paulista è una competizione calcistica dello stato brasiliano di San Paolo. La competizione è organizzata dalla FPF. 
La competizione si svolge nella seconda metà dell'anno successivo, e partecipano le squadre delle prime tre divisioni del Campionato Paulista, oltre che alle squadre di riserva partecipanti alla massima divisione nazionale. 
La competizione ha avuto diversi nomi nel corso degli anni. Nel 2001 era nota come Copa Coca-Cola, nel 2002 come Copa Futebol Interior, nel 2003 come Copa Estado de São Paulo, dal 2004 al 2007 come Copa FPF e dal 2008 con il suo nome attuale. Dal 2005, il vincitore si qualifica alla Coppa del Brasile. Dal 2007 al 2010 il vincitore si qualificava anche alla Recopa Sul-Brasileira.

## Albo d'oro
| Anno | Campione (città)                     | Vice (città)                             |
| ---- | ------------------------------------ | ---------------------------------------- |
| 1999 | Etti Jundiaí (Jundiaí)               | Ituano (Itu)                             |
| 2001 | Bandeirante (Birigui)                | União Barbarense (Santa Bárbara d'Oeste) |
| 2002 | São Bento (Sorocaba)                 | Jaboticabal (Jaboticabal)                |
| 2003 | Santo André (Santo André)            | Ituano (Itu)                             |
| 2004 | Santos (Santos)                      | Guarani (Campinas)                       |
| 2005 | Noroeste (Bauru)                     | Rio Claro (Rio Claro)                    |
| 2006 | Ferroviária (Araraquara)             | Bragantino (Bragança Paulista)           |
| 2007 | Juventus (San Paolo)                 | Linense (Lins)                           |
| 2008 | Atlético Sorocaba (Sorocaba)         | XV de Piracicaba (Piracicaba)            |
| 2009 | Votoraty (Votorantim)                | Paulista (Jundiaí)                       |
| 2010 | Paulista (Jundiaí)                   | Red Bull Brasil (Campinas)               |
| 2011 | Paulista (Jundiaí)                   | Comercial (Ribeirão Preto)               |
| 2012 | Noroeste (Bauru)                     | Audax (Osasco)                           |
| 2013 | São Bernardo (São Bernardo do Campo) | Audax (Osasco)                           |
| 2014 | Santo André (Santo André)            | Botafogo (Ribeirão Preto)                |
| 2015 | Linense (Lins)                       | Ituano (Itu)                             |
| 2016 | XV de Piracicaba (Piracicaba)        | Ferroviária (Araraquara)                 |
| 2017 | Ferroviária (Araraquara)             | Inter de Limeira (Limeira)               |
| 2018 | Votuporanguense (Votuporanga)        | Ferroviária (Araraquara)                 |
| 2019 | São Caetano (São Caetano do Sul)     | XV de Piracicaba (Piracicaba)            |
| 2020 | Portuguesa (San Paolo)               | Marília (Marília)                        |
| 2021 | São Bernardo (São Bernardo do Campo) | Botafogo (Ribeirão Preto)                |
| 2022 | XV de Piracicaba (Piracicaba)        | Marília (Marília)                        |
| 2023 | Portuguesa Santista (Santos)         | São José (São José dos Campos)           |

## Titoli per squadra
| Squadra           | Città                 | Titoli |
| ----------------- | --------------------- | ------ |
| Paulista          | Jundiaí               | 3      |
| Ferroviária       | Araraquara            | 2      |
| Noroeste          | Bauru                 | 2      |
| Santo André       | Santo André           | 2      |
| São Bernardo      | São Bernardo do Campo | 2      |
| Atlético Sorocaba | Sorocaba              | 1      |
| Bandeirante       | Birigui               | 1      |
| Ituano            | Itu                   | 1      |
| Juventus          | San Paolo             | 1      |
| Linense           | Lins                  | 1      |
| Portuguesa        | San Paolo             | 1      |
| Santos            | Santos                | 1      |
| São Bento         | Sorocaba              | 1      |
| São Caetano       | São Caetano do Sul    | 1      |
| Votoraty          | Votorantim            | 1      |
| Votuporanguense   | Votuporanga           | 1      |
| XV de Piracicaba  | Piracicaba            | 1      |